# (12564) Ikeller
(12564) Ikeller est un astéroïde de la ceinture principale.

## Description
(12564) Ikeller est un astéroïde de la ceinture principale. Il fut découvert le 22 septembre 1998 à Bergisch Gladbach par Wolf Bickel. Il présente une orbite caractérisée par un demi-grand axe de 2,83 UA, une excentricité de 0,04 et une inclinaison de 1,6° par rapport à l'écliptique.

## Compléments